# アクティブ・センター・ディファレンシャル
アクティブ・センター・ディファレンシャル (Active Center Differential, ACD) とは、三菱自動車工業が開発したアクティブディファレンシャルの一つ。トランスファーとセンターデファレンシャルの中間に、電子制御の油圧ポンプと多板クラッチを配置し、結合割合を変えるシステム。センターデフ独立で作動するのではなく、ハンドル角、ホイールセンサ、ブレーキセンサ、ヨーレイトセンサの「車両の旋回状況」の情報を専用CPUが統合・制御して差動をコントロールする。
ACDは、他社の一般的なアクティブデファレンシャル「前後車軸へのイニシャルトルク配分自体」を変えるのではなく、前後車軸へのイニシャルトルク配分自体は常に50:50と固定した上で、センターデフ自体の連結状態を変化させ「差動制限の割合（結合度合い）」を変える機構である。前後いずれかのイニシャルトルクが失われる状態（２WD状態）にはならず、減速方向での作動もする。また、直結時の結合力（つまり作動制限力油圧ポンプの動作圧により）は、一般的なVCU式LSDよりも高く設定され、パートタイム4WD車の完全直結から、完全フリーの状態まで結合能力を変化させられる。また、サイドブレーキを引くとセンターデフの作動制限をフリーにすることも可能。

## 搭載車種
- ランサーエボリューションVII
- ランサーエボリューションVIIGT-A
- ランサーエボリューションVIII
- ランサーエボリューションVIII MR
- ランサーエボリューションIX
- ランサーエボリューションワゴン
- ランサーエボリューションIX MR
- ランサーエボリューションワゴンMR
- ランサーエボリューションX
- ギャランフォルティスラリーアート